# Topaz
Topaz és una pel·lícula estatunidenca de 1969 dirigida per Alfred Hitchcock. Es tracta d'una història d'espionatge durant la Guerra Freda, amb guió de Samuel A. Taylor basat en la novel·la homònima de Leon Uris. La pel·lícula es va doblar al català.

## Argument
Durant el període de la Guerra Freda, un oficial dels serveis d'espionatge soviètics, Boris Kusenov, deserta als Estats Units des de Dinamarca juntament amb la seva esposa i filla. El desertor té informació sobre un acord entre l'URSS i Cuba; l'existència d'un talp dins dels serveis d'espionatge francesos, i informació d'una organització anomenada "Topaz", que traspassa informació de l'OTAN a la Unió Soviètica.
L'agent Nordstrom de la CIA, que havia estat l'interrogador de Kusenov, informa al seu col·lega i amic, l'agent francès André Devereaux, i li demana el seu ajut perquè viatgi a Nova York, on un representant de Cuba parlarà en les Nacions Unides, i porta amb si documentació sobre l'acord secret rus-cubà. Devereaux decideix acompanyar, juntament amb la seva dona, en el seu viatge a Nova York, a la seva filla Michèle i al seu gendre, el periodista François Picard, que s'uneix als seus plans.
Després d'idear un intricat pla, André aconsegueix, gràcies als seus contactes a Harlem, robar-li proves a l'oficial cubà Rico Parra i vola a Cuba, on es troba amb la seva amant Juanita de Córdoba, una espia contrarrevolucionària relacionada amb Parra. Aquest ho descobreix i, per tal d'evitar-li la tortura i la mort, l'assassina.
Devereaux torna a París, i descobreix que la seva dona Nicole l'enganya amb Jacques Granville, un antic camarada de la Resistència francesa. Per la seva banda, François Picard continua les seves investigacions i interroga el funcionari de l'OTAN, Harri Jarré, qui apareix mort poc després. Finalment, François mostra a Michèle i als seus pares un retrat de Jarré. Nicole admet que el coneix i confessa el nom del cap de "Topaz", que no és altre que el seu amant Granville, qui resulta ser el talp.

## Repartiment
- Frederick Stafford: André Devereaux
- Dany Robin: Nicole Devereaux
- John Vernon: Rico Parra
- Karin Dor: Juanita de Córdoba
- Michel Piccoli: Jacques Granville
- Philippe Noiret: Henri Jarre
- Claude Jade: Michèle Picard
- Michel Subor: François Picard
- Per-Axel Arosenius: Boris Kusenov
- Roscoe Lee Browne: Philippe Dubois
- John Forsythe: Michael Nordstrom

El cameo d'Alfred Hitchcock és sobre el minut 30 de la pel·lícula, on interpreta un home en cadira de rodes que empeny una infermera a l'aeroport; quan ella s'atura Hitchcock s'aixeca de la cadira, saluda un home i marxen junts caminant.